# Mali Paržanj
Mali Paržanj (ili Mali Paržan) je nenaseljeni otočić u hrvatskom dijelu Jadranskog mora. Nalazi se pored otočića Velikog Paržnja, istočno od otoka Visa.
Njegova površina iznosi 0,013403 km². Dužina obalne crte iznosi 448 m, a iz mora se izdiže 4 metra.